# 東林駅
東林駅（トンニムえき）は、朝鮮民主主義人民共和国平安北道東林郡にある、朝鮮民主主義人民共和国鉄道省の駅である。1945年7月時点の駅名は車輦館駅（朝鮮語：차련관역/チャリョングァン-ヨク）であった。
平義線と鉄山線の2路線が乗り入れている。鉄山線の起点駅となっており、平義線と鉄山線の分岐駅である。

## 隣の駅
朝鮮民主主義人民共和国鉄道省
平義線
清江駅 - 東林駅 - 塩州駅
鉄山線
東林駅 - 東川駅